# Nati nel 1983/Gennaio
| Questa pagina contiene informazioni ricavate automaticamente dalle voci biografiche con l'ausilio del template Bio e di un bot. L'aggiornamento è periodico e automatico e ricostruisce completamente la pagina. Se manca una persona in questa lista, sei pregato di non aggiungerla, ma accertati piuttosto che la sua voce biografica contenga il template Bio e che i dati anagrafici siano correttamente compilati. Se il template Bio manca, inseriscilo tu stesso o, in alternativa, metti l'avviso {{tmp\|Bio}} che ne segnala la mancanza. Se i dati riportati sono sbagliati, correggi direttamente la voce biografica; le modifiche saranno visibili in questa lista entro pochi giorni. Per chiarimenti vedi il progetto biografie. La lista contiene solo le 468 persone che sono citate nell'enciclopedia e per le quali è stato implementato correttamente il template Bio. Pagina aggiornata al 18 ago 2025. |

- 1º gennaio - Abel Afeworki, ex calciatore eritreo
- 1º gennaio - Shakun Batra, regista e sceneggiatore indiano
- 1º gennaio - Khalid Chaouki, politico italiano
- 1º gennaio - Shou Zi Chew, imprenditore e dirigente d'azienda singaporiano
- 1º gennaio - Corinne Coman, modella francese
- 1º gennaio - Alex Cordaz, ex calciatore italiano
- 1º gennaio - Calum Davenport, calciatore inglese
- 1º gennaio - Dana DeLorenzo, attrice e conduttrice radiofonica statunitense
- 1º gennaio - Ángel Dealbert, ex calciatore spagnolo
- 1º gennaio - İlhan Eker, ex calciatore turco
- 1º gennaio - Domenico Furgiuele, politico italiano
- 1º gennaio - Daniel Jarque, calciatore spagnolo († 2009)
- 1º gennaio - Luka Kanda, ex maratoneta keniota
- 1º gennaio - Iotua Kautai, calciatore francese
- 1º gennaio - Park Sung-hyun, arciera sudcoreana
- 1º gennaio - Valentina Peleggi, direttrice d'orchestra italiana
- 1º gennaio - José Verdú, ex calciatore spagnolo
- 1º gennaio - Vojislav Vranjković, ex calciatore serbo
- 1º gennaio - Mohd Fadzli Saari, ex calciatore malese
- 2 gennaio - Abiodun Agunbiade, ex calciatore nigeriano
- 2 gennaio - Kate Bosworth, attrice statunitense
- 2 gennaio - Denham Brown, ex cestista canadese
- 2 gennaio - Keao Burdine, pallavolista e giocatrice di beach volley statunitense
- 2 gennaio - Rodrigo Campagnaro, giocatore di calcio a 5 brasiliano
- 2 gennaio - Anthony Carrigan, attore statunitense
- 2 gennaio - Trevor Cilia, ex calciatore maltese
- 2 gennaio - Kristen Hager, attrice canadese
- 2 gennaio - José María López de Silva, ex calciatore spagnolo
- 2 gennaio - Sean O'Hanlon, ex calciatore inglese
- 2 gennaio - Jefferson de Oliveira Galvão, ex calciatore brasiliano
- 2 gennaio - David Prieto, ex calciatore spagnolo
- 3 gennaio - Younes Ali, allenatore di calcio e ex calciatore qatariota
- 3 gennaio - Youness Bengelloun, ex calciatore francese
- 3 gennaio - Đorđije Ćetković, ex calciatore montenegrino
- 3 gennaio - Justin Chang, critico cinematografico statunitense
- 3 gennaio - Ludovic Chelle, ex cestista francese
- 3 gennaio - Aminata Nar Diop, ex cestista senegalese
- 3 gennaio - Ross Edgar, ex pistard britannico
- 3 gennaio - Feras Esmaeel, ex calciatore siriano
- 3 gennaio - María Martínez, schermitrice venezuelana
- 3 gennaio - Domenico Mattiello, pallanuotista italiano
- 3 gennaio - Katie McGrath, attrice e modella irlandese
- 3 gennaio - Víctor Ortega, tuffatore colombiano
- 3 gennaio - Cédric Pla, pentatleta francese
- 3 gennaio - Precious Lara Quigaman, modella e attrice filippina
- 3 gennaio - Armin Sistek, ex calciatore norvegese
- 3 gennaio - Irina Sokolovskaja, ex cestista russa
- 3 gennaio - Juan Guillermo Urán, tuffatore colombiano
- 4 gennaio - Óliver Arteaga, cestista spagnolo
- 4 gennaio - Roderick Bajada, ex calciatore maltese
- 4 gennaio - Spencer Chamberlain, cantante statunitense
- 4 gennaio - Tarjei Dale, calciatore norvegese
- 4 gennaio - Jonathan Gannon, allenatore di football americano statunitense
- 4 gennaio - Olof Guterstam, ex calciatore svedese
- 4 gennaio - Derick Hougaard, ex rugbista a 15 e commentatore televisivo sudafricano
- 4 gennaio - Assmaa Niang, judoka marocchina
- 4 gennaio - Marialy Pacheco, pianista e compositrice cubana
- 4 gennaio - Pasquale Quaranta, giornalista italiano
- 4 gennaio - Richard Rankin, attore scozzese
- 4 gennaio - Rebecca Richman, ex cestista statunitense
- 4 gennaio - Kasper Risgård, ex calciatore danese
- 4 gennaio - Mitja Robar, ex hockeista su ghiaccio sloveno
- 4 gennaio - Seth Sentry, rapper australiano
- 4 gennaio - Kana Uemura, cantautrice giapponese
- 4 gennaio - Rustie, musicista scozzese
- 5 gennaio - Filip Adamski, canottiere tedesco
- 5 gennaio - Ferran Corominas, ex calciatore spagnolo
- 5 gennaio - Ivan Krstanović, ex calciatore bosniaco
- 5 gennaio - Ken Leemans, ex calciatore belga
- 5 gennaio - Marcelo Nicácio, ex calciatore brasiliano
- 5 gennaio - Ignacio Pallas, allenatore di calcio e ex calciatore uruguaiano
- 5 gennaio - Renato Russomanno, pallavolista brasiliano
- 5 gennaio - Zhu Fangyu, ex cestista cinese
- 6 gennaio - Maximilian Dirr, attore tedesco
- 6 gennaio - Sven Krauß, ex ciclista su strada e pistard tedesco
- 6 gennaio - Nasser Menassel, ex calciatore francese
- 6 gennaio - Roberto Mogranzini, scacchista e dirigente sportivo italiano
- 6 gennaio - Madelaynne Montaño, pallavolista colombiana
- 6 gennaio - Vlado Petković, pallavolista serbo
- 6 gennaio - Alexandre Pichot, ciclista su strada francese
- 6 gennaio - Rodrigo Tosi, ex calciatore brasiliano
- 7 gennaio - Tosin Abasi, chitarrista statunitense
- 7 gennaio - Marc Burns, velocista trinidadiano
- 7 gennaio - Juan José Collantes, ex calciatore spagnolo
- 7 gennaio - Brett Dalton, attore statunitense
- 7 gennaio - Edwin Encarnación, giocatore di baseball dominicano
- 7 gennaio - Stéphanie Falzon, ex martellista francese
- 7 gennaio - Natalie Gohrke, ex cestista tedesca
- 7 gennaio - Hayley Jensen, cantautrice australiana
- 7 gennaio - Matvej Korobov, pugile russo
- 7 gennaio - Wildstylez, disc jockey e produttore discografico olandese
- 7 gennaio - Andrés Miso, ex cestista spagnolo
- 7 gennaio - Cappie Pondexter, ex cestista statunitense
- 7 gennaio - Robert Ri'chard, attore e produttore cinematografico statunitense
- 7 gennaio - Ryofu Karma, cantante giapponese
- 7 gennaio - Matteo Tagliariol, schermidore italiano
- 7 gennaio - Robert Zernicke, ex giocatore di football americano e allenatore di football americano tedesco
- 8 gennaio - Miguel Aceval, ex calciatore cileno
- 8 gennaio - Bojan Bakić, ex cestista e allenatore di pallacanestro montenegrino
- 8 gennaio - Danijel Cesarec, ex calciatore croato
- 8 gennaio - Chen Nan, ex cestista cinese
- 8 gennaio - Chen Xiexia, sollevatrice cinese
- 8 gennaio - Felipe Colombo, attore, cantante e musicista messicano
- 8 gennaio - Jon Daly, allenatore di calcio e ex calciatore irlandese
- 8 gennaio - Jonan García, ex calciatore spagnolo
- 8 gennaio - Miklós Gór-Nagy, ex pallanuotista ungherese
- 8 gennaio - Steve Gregory, ex giocatore di football americano e allenatore di football americano statunitense
- 8 gennaio - Jamaal Levy, cestista panamense
- 8 gennaio - Chris Masters, wrestler statunitense
- 8 gennaio - Anders Østli, ex calciatore norvegese
- 8 gennaio - Larry Owens, ex cestista statunitense
- 8 gennaio - Francesco Roder, attore e regista italiano
- 8 gennaio - Dustin Hawke Willingham, ex giocatore di football americano e allenatore di football americano statunitense
- 9 gennaio - Mariano Acevedo, calciatore honduregno
- 9 gennaio - Scott Brennan, canottiere australiano
- 9 gennaio - Kerry Condon, attrice irlandese
- 9 gennaio - Scholanda Dorrell, ex cestista statunitense
- 9 gennaio - David Ellison, produttore cinematografico statunitense
- 9 gennaio - Osmar Ferreyra, ex calciatore argentino
- 9 gennaio - Stefano Gallea, ex cestista e allenatore di pallacanestro italiano
- 9 gennaio - Honour Gombami, ex calciatore zimbabwese
- 9 gennaio - Manasseh Ishiaku, ex calciatore nigeriano
- 9 gennaio - Aleš Kořínek, ex calciatore ceco
- 9 gennaio - Yassin Mikari, ex calciatore svizzero
- 9 gennaio - Mohammad Nouri, allenatore di calcio e ex calciatore iraniano
- 9 gennaio - Per Verner Rønning, allenatore di calcio e ex calciatore norvegese
- 9 gennaio - Islam Timurziev, pugile russo († 2015)
- 9 gennaio - Thirumurugan Veeran, calciatore malese
- 9 gennaio - Tomasz Wylenzek, canoista tedesco
- 10 gennaio - Ahmad Al-Afasi, tiratore a volo kuwaitiano
- 10 gennaio - Lucia Aniello, regista, sceneggiatrice e produttrice televisiva italiana
- 10 gennaio - Dario Bodrušić, ex calciatore croato
- 10 gennaio - AP Dhillon, rapper e cantante indiano
- 10 gennaio - David Elm, ex calciatore svedese
- 10 gennaio - Yamon Figurs, giocatore di football americano statunitense
- 10 gennaio - Hu Jia, tuffatore cinese
- 10 gennaio - Grzegorz Lech, ex calciatore polacco
- 10 gennaio - Li Nina, ex sciatrice freestyle cinese
- 10 gennaio - Caterina Misasi, attrice italiana
- 10 gennaio - Lazar Popović, ex calciatore serbo
- 10 gennaio - Tervel Pulev, pugile bulgaro
- 10 gennaio - Tanja Romano, pattinatrice artistica a rotelle italiana
- 10 gennaio - Jonathan Scott, giocatore di football americano statunitense
- 10 gennaio - Yared Shegumo, maratoneta etiope
- 10 gennaio - Sun Chieh-ping, ex cestista taiwanese
- 10 gennaio - Balázs Szirányi, ex pallanuotista ungherese
- 10 gennaio - Cody Toppert, ex cestista e allenatore di pallacanestro statunitense
- 11 gennaio - Miho Bošković, ex pallanuotista croato
- 11 gennaio - Rachim Čakchiev, pugile russo
- 11 gennaio - Chiara Dall'Ora, pallavolista italiana
- 11 gennaio - Mark Forster, cantante e pianista tedesco
- 11 gennaio - Michail Gudkov, generale russo († 2025)
- 11 gennaio - Ismail Rabee Juma, ex calciatore emiratino
- 11 gennaio - Júnio César Arcanjo, ex calciatore brasiliano
- 11 gennaio - Kaisa Mäkäräinen, ex fondista e biatleta finlandese
- 11 gennaio - Matt McKay, ex calciatore australiano
- 11 gennaio - André Myhrer, ex sciatore alpino svedese
- 11 gennaio - Andreas Omminger, allenatore di sci alpino e ex sciatore alpino austriaco
- 11 gennaio - Elisabet Spina, allenatrice di calcio e ex calciatrice italiana
- 11 gennaio - Adrian Sutil, ex pilota automobilistico tedesco
- 11 gennaio - Clarissa Tami, conduttrice televisiva, conduttrice radiofonica e attrice svizzera
- 12 gennaio - Simon Ax, ex snowboarder svedese
- 12 gennaio - Marcos Ayerza, ex rugbista a 15 argentino
- 12 gennaio - Bryan Bergougnoux, allenatore di calcio e ex calciatore francese
- 12 gennaio - Silvia Ceccon, modella italiana
- 12 gennaio - Chris Chester, ex giocatore di football americano statunitense
- 12 gennaio - Yoshiaki Fujita, ex calciatore giapponese
- 12 gennaio - Chad Greenway, ex giocatore di football americano statunitense
- 12 gennaio - Stylianī Kaltsidou, ex cestista greca
- 12 gennaio - Lucas Mareque, ex calciatore argentino
- 12 gennaio - Tomas Mikuckis, ex calciatore lituano
- 12 gennaio - Masakatsu Sawa, ex calciatrice giapponese
- 13 gennaio - Ender Arslan, ex cestista e allenatore di pallacanestro turco
- 13 gennaio - Yassin El-Azzouzi, ex calciatore francese
- 13 gennaio - Anton Jongsma, ex calciatore olandese
- 13 gennaio - Imran Khan, attore indiano
- 13 gennaio - Chikau Mansale, calciatore e giocatore di calcio a 5 vanuatuano
- 13 gennaio - Julian Morris, attore britannico
- 13 gennaio - Mohamed Nagieb, calciatore egiziano
- 13 gennaio - Mauricio Romero, ex calciatore argentino
- 13 gennaio - Giovanni Visconti, ex ciclista su strada italiano
- 13 gennaio - Zé Castro, ex calciatore portoghese
- 14 gennaio - Alan Bahia, ex calciatore brasiliano
- 14 gennaio - Rodney Billups, allenatore di pallacanestro, dirigente sportivo e ex cestista statunitense
- 14 gennaio - Cesare Bovo, allenatore di calcio e ex calciatore italiano
- 14 gennaio - Nicholas Caglioni, ex calciatore italiano
- 14 gennaio - Aleksandar Gajić, ex cestista serbo
- 14 gennaio - Yordanis Jaca, ex cestista cubano
- 14 gennaio - Vincent Jackson, giocatore di football americano statunitense († 2021)
- 14 gennaio - Adriano Mezavilla, calciatore brasiliano
- 14 gennaio - Maxime Monfort, dirigente sportivo e ex ciclista su strada belga
- 14 gennaio - Johnnier Montaño, ex calciatore colombiano
- 14 gennaio - Mauricio Soler, ex ciclista su strada colombiano
- 14 gennaio - Aleksej Zozulin, ex cestista russo
- 15 gennaio - Benjamin Balleret, tennista e allenatore di tennis monegasco
- 15 gennaio - Ariel Broggi, allenatore di calcio e ex calciatore argentino
- 15 gennaio - Emmanuel Chedal, ex saltatore con gli sci francese
- 15 gennaio - Edimo Ferreira Campos, ex calciatore brasiliano
- 15 gennaio - Keith Fahey, ex calciatore irlandese
- 15 gennaio - Reinaldo García Mallea, hockeista su pista argentino
- 15 gennaio - Toni Kovačević, pallavolista croato
- 15 gennaio - Matheus Leite Nascimento, ex calciatore brasiliano
- 15 gennaio - Massimiliano Milesi, sassofonista e compositore italiano
- 15 gennaio - Jermaine Pennant, ex calciatore inglese
- 15 gennaio - Roger Powell, ex cestista e allenatore di pallacanestro statunitense
- 15 gennaio - Carlos Salamanca, ex tennista colombiano
- 15 gennaio - Lucas Senoner, ex sciatore alpino italiano
- 15 gennaio - Fernando Silveira, giocatore di calcio a 5 brasiliano
- 15 gennaio - Leonardo Soledispa, ex calciatore ecuadoriano
- 15 gennaio - Sebastian Svärd, calciatore danese
- 15 gennaio - André Ventura, politico e avvocato portoghese
- 15 gennaio - Hugo Viana, dirigente sportivo e ex calciatore portoghese
- 15 gennaio - Sérgio Vieira, allenatore di calcio, dirigente sportivo e ex calciatore portoghese
- 15 gennaio - Denis Wolf, calciatore tedesco
- 15 gennaio - Xu Dongxiang, canottiera cinese
- 15 gennaio - Yang Zhi, calciatore cinese
- 15 gennaio - Gianpiero Zinzi, politico italiano
- 16 gennaio - Hanna Archipenka, pentatleta bielorussa
- 16 gennaio - Tommy Eide Møster, calciatore norvegese
- 16 gennaio - Rafał Grzyb, allenatore di calcio e ex calciatore polacco
- 16 gennaio - Marwan Kenzari, attore olandese
- 16 gennaio - Zdeněk Křížek, allenatore di calcio e ex calciatore ceco
- 16 gennaio - Marta Marrero, ex tennista spagnola
- 16 gennaio - Ezzat Jadoua, calciatore qatariota
- 16 gennaio - Vincenzo Miri, giurista e avvocato italiano
- 16 gennaio - Pedro Jorge Ramos Moreira, ex calciatore portoghese
- 16 gennaio - Fredrik Norberg, calciatore svedese
- 16 gennaio - Paulo Robspierry Carreiro, ex calciatore brasiliano
- 16 gennaio - Dube Phiri, calciatore zambiano
- 16 gennaio - Emanuel Pogatetz, allenatore di calcio e ex calciatore austriaco
- 16 gennaio - Ashraf Rabie, ex cestista egiziano
- 16 gennaio - Derek Riordan, ex calciatore scozzese
- 16 gennaio - Andrij Rusol, ex calciatore ucraino
- 16 gennaio - Daisuke Sakata, ex calciatore giapponese
- 16 gennaio - Tiffany Stansbury, ex cestista statunitense
- 16 gennaio - Jan Štokr, ex pallavolista ceco
- 17 gennaio - Reinaldo Alderete, ex calciatore argentino
- 17 gennaio - Álvaro Arbeloa, allenatore di calcio e ex calciatore spagnolo
- 17 gennaio - Mamadi Berthé, ex calciatore francese
- 17 gennaio - Andrea Bracaletti, calciatore italiano
- 17 gennaio - Gary Browne, calciatore nordirlandese
- 17 gennaio - Chen Xing, ex calciatore cinese
- 17 gennaio - Evgenij Dement'ev, fondista russo
- 17 gennaio - Ryan Gage, attore britannico
- 17 gennaio - Johannes Herber, ex cestista tedesco
- 17 gennaio - Tomáš Jun, calciatore ceco
- 17 gennaio - Lukáš Magera, calciatore ceco
- 17 gennaio - Mike Mampuya, ex calciatore belga
- 17 gennaio - Alexander Meier, allenatore di calcio e ex calciatore tedesco
- 17 gennaio - Chris Rolfe, ex calciatore statunitense
- 17 gennaio - Mannix Román, ex pallavolista portoricano
- 17 gennaio - Yelle, cantautrice francese
- 17 gennaio - Beatrice Zerbini, poetessa italiana
- 18 gennaio - George Bridgewater, canottiere neozelandese
- 18 gennaio - Ludovic Castard, pallavolista francese
- 18 gennaio - Ding Jianhong, ex cestista cinese
- 18 gennaio - SYML, cantante statunitense
- 18 gennaio - Ghostpoet, cantante e musicista britannico
- 18 gennaio - Graziane de Jesus Coelho, ex cestista brasiliana
- 18 gennaio - Pierre Ibarra, ex calciatore messicano
- 18 gennaio - Igor Janik, giavellottista polacco
- 18 gennaio - Carldell Johnson, ex cestista e allenatore di pallacanestro statunitense
- 18 gennaio - Jung Yu-mi, attrice sudcoreana
- 18 gennaio - Hamdi Kasraoui, ex calciatore tunisino
- 18 gennaio - Samantha Mumba, cantante, attrice e modella irlandese
- 18 gennaio - Duaij Naser, ex calciatore bahreinita
- 18 gennaio - Mahir Sağlık, ex calciatore tedesco
- 18 gennaio - Shan Xiaona, tennistavolista tedesca
- 18 gennaio - Kadiatou Touré, ex cestista maliana
- 18 gennaio - Katie White, cantante e musicista britannica
- 19 gennaio - Esther Acebo, attrice spagnola
- 19 gennaio - Dar'ja Bajkalova, attrice e modella russa
- 19 gennaio - Ismael Blanco, ex calciatore argentino
- 19 gennaio - Grégory Christen, hockeista su ghiaccio svizzero
- 19 gennaio - Fabio D'Elia, ex calciatore italiano
- 19 gennaio - Julien Doreau, ex cestista francese
- 19 gennaio - Justyna Kowalczyk, ex fondista polacca
- 19 gennaio - Glen Moss, allenatore di calcio e ex calciatore neozelandese
- 19 gennaio - Øystein Pettersen, fondista norvegese
- 19 gennaio - Hadi Sepehrzad, ex multiplista iraniano
- 19 gennaio - Daouda Sow, pugile francese
- 19 gennaio - Abel Thermeus, ex calciatore francese
- 19 gennaio - Ronny Turiaf, ex cestista francese
- 19 gennaio - Utada Hikaru, cantautrice, pianista e produttrice discografica giapponese
- 20 gennaio - Nanae Aoyama, scrittrice giapponese
- 20 gennaio - Daniel Fernández Artola, ex calciatore spagnolo
- 20 gennaio - Robert van Boxel, ex calciatore olandese
- 20 gennaio - Roy Chipolina, ex calciatore gibilterriano
- 20 gennaio - Andreas Drugge, ex calciatore svedese
- 20 gennaio - Igor Gal, ex calciatore croato
- 20 gennaio - Burhan G, cantante danese
- 20 gennaio - Anne Haug, triatleta tedesca
- 20 gennaio - Allister Hogg, rugbista a 15 britannico
- 20 gennaio - Dänïyar Kenjexanov, ex calciatore kazako
- 20 gennaio - Maksim Kondrat'ev, hockeista su ghiaccio russo
- 20 gennaio - Catarina Leite, scacchista portoghese
- 20 gennaio - Germaine Mason, altista giamaicano († 2017)
- 20 gennaio - Stephen Moore, rugbista a 15 australiano
- 20 gennaio - Philipp Schörghofer, ex sciatore alpino austriaco
- 20 gennaio - Mari Yaguchi, cantante giapponese
- 21 gennaio - Alex Acker, ex cestista e allenatore di pallacanestro statunitense
- 21 gennaio - Monique Adamczak, tennista australiana
- 21 gennaio - Anestīs Anastasiadīs, ex calciatore greco
- 21 gennaio - Iván Borghello, ex calciatore argentino
- 21 gennaio - Svetlana Chodčenkova, attrice e modella russa
- 21 gennaio - Xane d'Almeida, cestista francese
- 21 gennaio - Ranko Despotović, ex calciatore serbo
- 21 gennaio - Rapsody, rapper statunitense
- 21 gennaio - Javier González, pallavolista cubano
- 21 gennaio - Marieke van den Ham, pallanuotista olandese
- 21 gennaio - Tinna Hoffman, ballerina e personaggio televisivo danese
- 21 gennaio - Stefan Larsson, ex calciatore e allenatore di calcio svedese
- 21 gennaio - Asael Lubotzky, medico, scrittore e ex militare israeliano
- 21 gennaio - Maryse, wrestler, personaggio televisivo e attrice canadese
- 21 gennaio - Lulama Musti De Gennaro, pallavolista italiana
- 21 gennaio - Billy Mwanza, calciatore zambiano
- 21 gennaio - Paula Prendes, attrice, conduttrice televisiva e giornalista spagnola
- 21 gennaio - Álvaro Quirós, golfista spagnolo
- 21 gennaio - Július Sabo, pallavolista slovacco
- 21 gennaio - Francesca Segat, ex nuotatrice italiana
- 21 gennaio - Saša Stojanović, ex calciatore serbo
- 21 gennaio - Wes Streeting, politico britannico
- 21 gennaio - Kelly VanderBeek, ex sciatrice alpina canadese
- 21 gennaio - Victor Leandro Bagy, ex calciatore brasiliano
- 21 gennaio - Moritz Volz, allenatore di calcio, dirigente sportivo e ex calciatore tedesco
- 22 gennaio - Viktor Bjarki Arnarsson, ex calciatore islandese
- 22 gennaio - Étienne Bacrot, scacchista francese
- 22 gennaio - Shaun Cody, giocatore di football americano statunitense
- 22 gennaio - Lorima Dau, calciatore figiano
- 22 gennaio - Sibilla Di Vincenzo, marciatrice italiana
- 22 gennaio - Naré Diawara, ex cestista maliana
- 22 gennaio - Stipe Lapić, ex calciatore croato
- 22 gennaio - Marius Ngjela, ex calciatore albanese
- 22 gennaio - Kateryna Serdjuk, arciera ucraina
- 22 gennaio - Isa Tripard, ex sciatrice alpina francese
- 22 gennaio - Iban Zubiaurre, ex calciatore spagnolo
- 22 gennaio - Marčelo, rapper serbo
- 23 gennaio - Nick Antosca, scrittore, sceneggiatore e produttore televisivo statunitense
- 23 gennaio - Nancy Comelli, showgirl e conduttrice televisiva italiana
- 23 gennaio - Eloge Enza-Yamissi, ex calciatore centrafricano
- 23 gennaio - David Firth, animatore, compositore e attore britannico
- 23 gennaio - Mariette Hansson, cantante e compositrice svedese
- 23 gennaio - Brian Howard, ex calciatore inglese
- 23 gennaio - Le'Andria Johnson, cantautrice statunitense
- 23 gennaio - Lindsey Kraft, attrice statunitense
- 23 gennaio - Germán Montoya, calciatore argentino
- 23 gennaio - Jacopo Morrone, politico italiano
- 23 gennaio - Didier Ovono, calciatore gabonese
- 23 gennaio - Irving Saladino, ex lunghista panamense
- 23 gennaio - Sarah Tait, canottiera australiana († 2016)
- 23 gennaio - Sofiene Zaaboub, ex calciatore francese
- 23 gennaio - Krzysztof Łągiewka, ex calciatore polacco
- 24 gennaio - Davide Biondini, dirigente sportivo e ex calciatore italiano
- 24 gennaio - Diane Birch, cantautrice e musicista statunitense
- 24 gennaio - Wyatt Crockett, rugbista a 15 neozelandese
- 24 gennaio - Evgenij Dratcev, nuotatore russo
- 24 gennaio - Amélie Goulet-Nadon, ex pattinatrice di short track canadese
- 24 gennaio - Frankie Grande, ballerino, attore e cantante statunitense
- 24 gennaio - Craig Horner, attore australiano
- 24 gennaio - Lee Toland Krieger, regista, sceneggiatore e produttore cinematografico statunitense
- 24 gennaio - Pepijn Lijnders, allenatore di calcio olandese
- 24 gennaio - Martin Molin, musicista e vibrafonista svedese
- 24 gennaio - Moon Bo-ryung, attrice sudcoreana
- 24 gennaio - Cevher Özer, cestista turco
- 24 gennaio - Valentina Palmisano, politica italiana
- 24 gennaio - Laura Pitt-Pulford, attrice e cantante britannica
- 24 gennaio - Julia Revesz, schermitrice ungherese
- 24 gennaio - Gaëlle Skrela, ex cestista francese
- 24 gennaio - Scott Speed, pilota automobilistico statunitense
- 24 gennaio - Teo, cantante bielorusso
- 24 gennaio - Andy Welsh, allenatore di calcio e ex calciatore inglese
- 25 gennaio - Mahmoud Amnah, ex calciatore siriano
- 25 gennaio - Brian Armstrong, imprenditore statunitense
- 25 gennaio - Gorka Azkorra, ex calciatore spagnolo
- 25 gennaio - Ivana Brkljačić, ex martellista croata
- 25 gennaio - Chris Foy, attore australiano
- 25 gennaio - Vladimir Ivanov, pilota motociclistico russo
- 25 gennaio - Axel Konan, ex calciatore ivoriano
- 25 gennaio - Yasuyuki Konno, calciatore giapponese
- 25 gennaio - Giovanni Lapentti, ex tennista ecuadoriano
- 25 gennaio - Simon Lappin, ex calciatore scozzese
- 25 gennaio - Pedro Manuel Mendes Ribeiro, ex calciatore portoghese
- 25 gennaio - Raniero Monaco di Lapio, attore e ex modello italiano
- 25 gennaio - Slobodan Nikić, allenatore di pallanuoto e ex pallanuotista serbo
- 25 gennaio - Josh Powell, ex cestista e allenatore di pallacanestro statunitense
- 25 gennaio - Cathy Yan, sceneggiatrice, regista e produttrice cinematografica cinese
- 26 gennaio - Nikita Bell, ex cestista statunitense
- 26 gennaio - Arturo Casado, mezzofondista spagnolo
- 26 gennaio - Marek Čech, ex calciatore slovacco
- 26 gennaio - Michele Diomà, regista e produttore cinematografico italiano
- 26 gennaio - Martín Gómez, ex calciatore argentino
- 26 gennaio - John Andreas Husøy, calciatore norvegese
- 26 gennaio - Lee Jae-jin, giocatore di badminton sudcoreano
- 26 gennaio - Shaun Maloney, allenatore di calcio e ex calciatore scozzese
- 26 gennaio - Jensy Muñoz, ex calciatore cubano
- 26 gennaio - Fisnik Nuhi, ex calciatore macedone
- 26 gennaio - Richard Phillips, ostacolista giamaicano
- 26 gennaio - Dimitri Szarzewski, ex rugbista a 15 francese
- 27 gennaio - Carlo Colaiacovo, hockeista su ghiaccio canadese
- 27 gennaio - Brandon Freeman, ex cestista statunitense
- 27 gennaio - Bruce Gradkowski, ex giocatore di football americano statunitense
- 27 gennaio - Lee Anderson Grant, ex calciatore inglese
- 27 gennaio - Yehiel Tzagai, calciatore etiope
- 27 gennaio - Balázs Kiss, lottatore ungherese
- 27 gennaio - Leana Wen, medica, opinionista e editorialista cinese
- 27 gennaio - John Lundvik, cantante, compositore e ex velocista svedese
- 27 gennaio - José Guadalupe Martínez, ex calciatore messicano
- 27 gennaio - Michal Ordoš, calciatore ceco
- 27 gennaio - Jardel Pereira de Souza, ex calciatore brasiliano
- 27 gennaio - Roberto Romiti, pallavolista italiano
- 28 gennaio - Camila Alves, modella e stilista brasiliana
- 28 gennaio - Thierry Baudet, politico olandese
- 28 gennaio - Jonas Eidevall, allenatore di calcio svedese
- 28 gennaio - Juraj Franko, hockeista in-line slovacco
- 28 gennaio - Alessandro Gazzi, allenatore di calcio e ex calciatore italiano
- 28 gennaio - Sandy Leah Lima, cantante, compositrice e attrice brasiliana
- 28 gennaio - Milan Majstorović, ex cestista serbo
- 28 gennaio - Danny Makkelie, arbitro di calcio olandese
- 28 gennaio - Renáta Medgyesová, ex lunghista e altista slovacca
- 28 gennaio - Richard Pacquette, calciatore inglese
- 28 gennaio - Leon Panikvar, ex calciatore sloveno
- 28 gennaio - Urko Pardo, ex calciatore spagnolo
- 28 gennaio - Carlos Peppe, calciatore uruguaiano
- 28 gennaio - Virginie Pichet, ex tennista francese
- 28 gennaio - Gianvito Plasmati, ex calciatore italiano
- 28 gennaio - Abednico Powell, ex calciatore botswano
- 28 gennaio - Robinho, giocatore di calcio a 5 brasiliano
- 28 gennaio - Chiara Rosa, ex pesista italiana
- 28 gennaio - Ángel Manuel Soto, regista portoricano
- 28 gennaio - Ekaterina Voroncova, ex fondista russa
- 28 gennaio - Chris Wondolowski, allenatore di calcio e ex calciatore statunitense
- 28 gennaio - Kimmo Yliriesto, ex saltatore con gli sci finlandese
- 29 gennaio - Annalisa Bucci, kickboxer, thaiboxer e artista marziale misto italiano
- 29 gennaio - Pablo Campos, ex calciatore brasiliano
- 29 gennaio - Ekaterina Fedorkina, schermitrice russa
- 29 gennaio - Biagio Pagano, allenatore di calcio e ex calciatore italiano
- 29 gennaio - Nedžad Sinanović, ex cestista bosniaco
- 29 gennaio - Brian Michael Smith, attore statunitense
- 30 gennaio - Richard Adjei, bobbista, giocatore di football americano e pallamanista tedesco († 2020)
- 30 gennaio - Can Akın, allenatore di pallacanestro e ex cestista turco
- 30 gennaio - Serhij Breus, ex nuotatore ucraino
- 30 gennaio - Daniel Di Tomasso, attore canadese
- 30 gennaio - Souleymane Diamoutene, ex calciatore maliano
- 30 gennaio - Leandro Fernández, ex calciatore argentino
- 30 gennaio - Vlatko Grozdanoski, ex calciatore macedone
- 30 gennaio - Ľubomír Guldan, dirigente sportivo e ex calciatore slovacco
- 30 gennaio - Sead Hadžibulić, ex calciatore serbo
- 30 gennaio - Zack Hemsey, compositore e musicista statunitense
- 30 gennaio - Ben Maher, cavaliere britannico
- 30 gennaio - Marko Marović, ex calciatore serbo
- 30 gennaio - Drake Maverick, ex wrestler britannico
- 30 gennaio - Steve Morabito, ex ciclista su strada svizzero
- 30 gennaio - Jessica Penne, artista marziale misto statunitense
- 30 gennaio - Jake Rennie, calciatore grenadino
- 30 gennaio - Cuthbert Victor, ex cestista americo-verginiano
- 30 gennaio - Slavko Vraneš, ex cestista montenegrino
- 31 gennaio - Elizabeth Armstrong, pallanuotista statunitense
- 31 gennaio - Acorán Barrera, ex calciatore spagnolo
- 31 gennaio - Chiara Bertoglio, pianista, musicologa e teologa italiana
- 31 gennaio - Belçim Bilgin, attrice turca
- 31 gennaio - Patrick Cobbs, allenatore di football americano e ex giocatore di football americano statunitense
- 31 gennaio - Jader Fornari, giocatore di calcio a 5 brasiliano
- 31 gennaio - Keen'V, cantante francese
- 31 gennaio - Ted King, ex ciclista su strada statunitense
- 31 gennaio - Mauro e Andrea, conduttore radiofonico italiano
- 31 gennaio - Obina, ex calciatore brasiliano
- 31 gennaio - Fabio Quagliarella, ex calciatore italiano
- 31 gennaio - Ronaldo Vanin, calciatore brasiliano